# Fagopyrum caudatum
Fagopyrum caudatum (Sam.) A.J.Li – gatunek rośliny z rodziny rdestowatych (Polygonaceae Juss.). Występuje naturalnie w południowych Chinach – w prowincjach Gansu (południowa część), Junnan oraz Syczuan. 

## Morfologia
PokrójRoślina jednoroczna dorastająca do 30–50 cm wysokości.
LiścieIch blaszka liściowa ma strzałkowaty lub trójkątnie strzałkowaty kształt, o klapowanej nasadzie i ostrym wierzchołku. Mierzy 10–30 mm długości oraz 4–10 mm szerokości. Ogonek liściowy jest nagi i osiąga 8–12 mm długości. Gatka ma brązową barwę, jest błoniasta i dorasta do 4–5 mm długości.
KwiatyZebrane w grona o długości 3–6 cm, rozwijają się w kątach pędów lub na ich szczytach. Listki okwiatu mają eliptyczny kształt i barwę od białej do różowawej, mierzą do 1–2 mm długości.
OwoceTrójboczne niełupki o jajowatym kształcie, osiągają 3–4 mm długości.

## Biologia i ekologia
Rośnie na łąkach i stokach. Występuje na wysokości od 1000 do 2200 m n.p.m. Kwitnie od czerwca do października, natomiast owoce dojrzewają od lipca do listopada. 